# BTRC (gène)
Le gène BTRC, situé chez l'homme sur le chromosome 10, code une protéine appelée FBXW1A, βTrCP1, Fbxw1 et hsSlimb, notamment. Il s'agit d'une protéine à boîte F (en) caractérisée par un motif structurel d'une quarantaine de résidus d'acides aminés appelé boîte F. Les protéines à boîte F constituent l'une des quatre sous-unités des complexes ubiquitine-protéine ligase appelés SCF (Skp1-Cul1-F-box en anglais). Ces protéines sont rangées en trois groupes :
- les Fbxw, qui contiennent des répétitions WD40 ;
- les Fbxl, qui contiennent des répétitions riches en leucine ;
- les Fbxo, qui contiennent ou bien des modules d'interaction protéine-protéine ou bien aucun motif identifiable.

La protéine codée par le gène BTRC appartient au premier groupe, dans la mesure où elle contient plusieurs répétitions WD40 en plus d'une boîte F. Elle est homolgue des protéines βTrCP de Xenopus, Met30 de levure, Scon2 de Neurospora (en) et Slimb de drosophile. Chez les mammifères, il existe un paralogue codé par le gène FBXW11 (en) dont la fonction semble indiscernable de celle de Fbxw1.